# 京都府旗
京都府旗（きょうとふき）は、日本の都道府県の一つ、京都府の旗。本項では、旗に図示されている京都府章（きょうとふしょう）についても併せて解説する。

## 概説

京都府章

京都府は廃藩置県から日が浅い1870年8月1日（明治3年7月5日）の「官員非常及平常ノ旗章提灯ヲ定ム」で赤・白・赤のティアスト・パー・ペイル（縦三分割）を採り入れたペルーの国旗に類似したデザインの旗を定めており、この旗は日本の都道府県旗として最古のものとされている。しかし、この時に制定された旗は官吏の標章に用途が限定されていたため一般に馴染みのあるものではなく、いつ頃まで府旗として使われていたのかは定かではない。
現行の府章および府旗は日本国憲法の公布30周年を記念し、公募により選定されたデザインを基にして1976年（昭和51年）11月2日に制定された。古都の格調高い土地柄を表す六葉の中に人型を象った「京」を配置し、府民のまとまりと力の結びつきを表現している。

### 現行府旗制定以前の代用旗

1870年（明治3年）に制定されたペイル（縦三分割）の官員旗

京都府体育協会旗（1946年制定）

現在の府旗が制定される以前は1946年（昭和21年）に制定された京都府体育協会の三色旗が国民体育大会等の行事において代用されていた。
臙脂・コバルトブルー・濃紺の三色は青年の情熱と京都の山紫水明をそれぞれ表しており、同協会では会誌を『三色旗』、府のスポーツ振興に功労のあった人物に対する表彰を「三色旗功労賞」とするなどこの旗にちなんだ名称を多用している。